# Panslovanské barvy

Panslovanské barvy přijaté na slovanském sjezdu v Praze, 1848

Panslovanské či všeslovanské barvy (bílá, modrá a červená v různém pořadí) jsou barvy vnímané jako vexilologický symbol Slovanů. Předpona Pan- (řecky πᾶν, pan) znamená vše, všechno, zapojení všech členů skupiny. Barvy byly stanoveny na všeslovanském kongresu v Praze roku 1848 a v současnosti se skutečně objevují na vlajkách většiny států s majoritou slovanskojazyčného obyvatelstva. Původně byly tyto barvy zvoleny ke zdůraznění sounáležitosti slovanských národů ve smyslu panslavismu. Obecně rozšířené tvrzení o tom, že slovanské barvy byly přijaty v roce 1848 na slovanském sjezdu, je ovšem neprokazatelné – není o tom žádná zmínka v oficiálních dokumentech sjezdu. Ba naopak, při studiu historických svědectví o sjezdu lze narazit na zmínky svědčící o tom, že slovanské barvy musely existovat již před sjezdem, aniž byly jakkoli "oficiálně" ustaveny. Například popis prvního dne sjezdu, kdy jsou přihlížejícími davy vítání přišedší účastníci ze všech možných zemí, zmiňuje výzdobu v ulicích Prahy provedenou ve slovanských barvách. Z toho plyne, že sjezd tyto barvy již jen potvrdil, neboť už byly v praxi užity dříve. 
Předobraz panslovanství byl v barvách ruských, které zavedl ruský car Petr I. Veliký, snad odvozené z vlajky Spojených nizozemských provincií, kde car strávil nějaký čas při své cestě po Evropě. Stejná skladba barev jako v případě nizozemské vlajky je ovšem pravděpodobně náhodná, neboť v Rusku se již předtím používaly stejné barvy v jiném pořadí, dle tinktur ve znaku Moskvy.

## Přejímání barev
Jako první národ rozšířili roku 1835 Srbové svoji národní vlajku o bílou barvu (na červenou, modrou a bílou). Jedna z prvních podob srbských vlajek v barvách červené a modré je doložena již ve 13. století. Srbské království Černá Hora přejalo panslovanské barvy v srbském pořadí (červená, modrá bílá) beze změny. Slovinci převzali v roce 1867 barvy v původním ruském pořadí bílá, modrá a červená. Podobně následovaly vlajky slovenská (trikolóra z roku 1848) a česká (k bílo-červené bikolóře přibyl modrý klín roku 1920).
Chorvaté sice roku 1848 přijali červeno-bílo-modrou vlajku, avšak v jiném, než panslovanském pořadí barev. Odráží barvy znaků Chorvatska, Dalmácie a Slavonie, tedy historických zemí, z nichž se skládá dnešní území.

## Tinktury
Ne vždy barvy tzv. panslovanských vlajek vchází z heraldických tinktur čili kovů a barev figur příslušných státních či zemských znaků, nebo při jejich převodu do pořadí a zbarvení vlajkových pruhů, takže vykazují určitý rozdíl proti obvyklým vexilologickým pravidlům.

## Galerie vlajek
| Oblast           | Poloha | Vlajka | Poznámky |
| ---------------- | ------ | ------ | --- |
| Rusko            |        |        | Ruské vlajce mohla sloužit jako vzor nizozemská vlajka, avšak s použitím ruských barev. Car Petr I. Veliký převzal barvy ze znaku Moskevského knížectví: na červeném pozadí bílý jezdec na bílém koni, zahalený v modrém plášti a nesoucí modrý štít. |
| Srbsko           |        |        | U srbské vlajky je vertikálně ve středu umístěn malý státní znak Srbska a horizontálně vzdálený v 5/14 šířky vlajky od strany vlajkové žerdi (vlevo). |
| Slovensko        |        |        | Původní vlajka Slovenska sestávala ze dvou pruhů, červeného (nahoře) a bílého. Po vzniku Československa byla roku 1920 tradiční česká bílo-červená vlajka po dlouhém zvažování doplněna o modrý klínek, který měl symbolizovat Slovensko, neboť Slováci na své vlajce měli od roku 1848 také modrý pruh. |
| Slovinsko        |        |        | Znak ve slovinské vlajce se skládá z modrého štítu, který je po obou spodních stranách červeně olemovaný. Štít znázorňuje nad dvěma vlnami, symbolizujícími Jaderské moře, „tříhlavý“ vrchol Triglav (nejvyšší hora Slovinska) a tři hvězdy zlaté barvy z erbu hrabat z Celje. |
| Česká republika  |        |        | Do historické bílo-červené vlajky (bikolóry) Čech byl v roce 1920 vsunut modrý žerďový klín (do poloviny délky listu vlajky), plně v kontextu dříve uzákoněných státních barev bílo-červeno-modré trikolóry (přesně v tomto čestném pořadí) vycházejících jak z panslovanských barev, tak i barev vítězných spojenců (Francie, Velké Británie, USA) a samozřejmě reprezentujících tinktury znaků historických zemí Československa – Čech (bílá a červená historická bikolóra, dle stříbrného/bílého českého lva v červeném poli), Moravy (stříbrno/bílo-červeně šachovaná moravská orlice v modrém poli), Slovenska (viz modré trojvrší v jeho znaku) i Podkarpatské Rusi. Tento význam vlajky trvá dodnes (i po vzniku České republiky roku 1993), nadále odráží barvy znaků Čech a Moravy (v pořadí bílo-červeno-modré trikolóry českých státních barev). Zatímco slovenská trikolóra je (od roku 1848) bílo-modro-červená (v tomto pořadí). |
| Lužičtí Srbové   |        |        | Vlajka Lužických Srbů je poprvé zmíněna roku 1842. Po slovanském kongresu v Praze roku 1848, získala svoji současnou podobu. Vychází z podoby vlajky Ruska a Srbska, ale také z podoby vlajky sousedních slovanských národů – Čechů a Slováků. |
| Republika srbská |        |        | Vlajka Republiky srbské vychází z vlajky Srbska, ale oproti vlajce Srbska se oficiálně neužívaly dodatečné symboly jako např. orel. Navíc se barevné odstíny nepatrně liší a poměr stran, stejně jako u vlajky někdejší Socialistické federativní republiky Jugoslávie, je 1:2 a nikoli 2:3 jako u Srbska. |
| Vojvodina        |        |        | Vlajka srbské provincie Vojvodina je odvozena od srbské vlajky. |
| Chorvatsko       |        |        | |

Historické vlajky
Republika Srbská Krajina
Království Srbů, Chorvatů a Slovinců
Socialistická federativní republika Jugoslávie
Srbsko a Černá Hora
Vlajka Československa
Ruské impérium (1914)
Srbské království
Království Černá Hora
Protektorát Čechy a Morava
Slavonské království
Kraňsko
Černá Hora v Srbsku a Černé Hoře
Slovenská republika (1939–1945)